# Desa
Desa è un comune della Romania di 4 912 abitanti, ubicato nel distretto di Dolj, nella regione storica dell'Oltenia.